# Tetramicra
Tetramicra Lindl., 1831 è un genere di piante della famiglia Orchidaceae, diffuso nelle isole caraibiche.

## Descrizione
Comprende specie terrestri o litofite, ed un'unica specie epifita, con pseudobulbi piccoli o assenti, foglie rigide carnose disposte a ventaglio alla base del fusto, e fiori riuniti in una infiorescenza lassa, dotati di 8 pollinii, 4 grandi e 4 piccoli.

## Distribuzione e habitat
Il genere è endemico dei Caraibi, con il maggior numero di specie concentrate a Hispaniola e a Cuba.

## Tassonomia
Il genere comprende le seguenti specie:
- Tetramicra bulbosa Mansf.
- Tetramicra canaliculata (Aubl.) Urb.
- Tetramicra ekmanii Mansf.
- Tetramicra malpighiarum J.A.Hern. & M.A.Díaz
- Tetramicra parviflora Lindl. ex Griseb.
- Tetramicra pratensis (Rchb.f.) Rolfe
- Tetramicra riparia Vale, Sanchez-Abad & Navarro
- Tetramicra simplex Ames
- Tetramicra tenera (A.Rich.) Rolfe
- Tetramicra zanonii Nir